# Пак Чу Йон
Пак Чу Йон  (кор. 박 주영, 10 липня 1985) — південнокорейський футболіст, олімпійський медаліст.

## Виступи на Олімпіадах
| Олімпіада   | Дисципліна | Місце |
| ----------- | ---------- | ----- |
| Пекін 2008  | футбол     | 10    |
| Лондон 2012 | футбол     | 3     |

## Інші досягнення
- Переможець Юнацького (U-19) кубка Азії: 2004
- Переможець Кубка Східної Азії: 2008
- Бронзовий призер Азійських ігор: 2010